# 普羅赫拉德納亞區

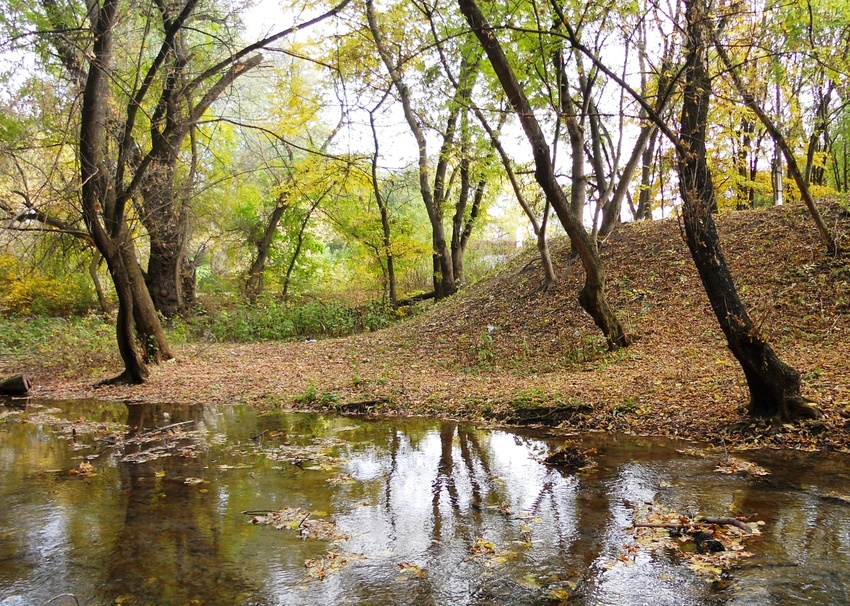

43°45′N 44°02′E / 43.750°N 44.033°E
普羅赫拉德納亞區（俄语：Прохладненский район），是俄羅斯的一個區，位於該國西南部，由卡巴爾達-巴爾卡爾共和國負責管轄，面積1,342平方公里，2010年人口45,533，人口密度每平方公里33.93人。